# Olof Eriksson

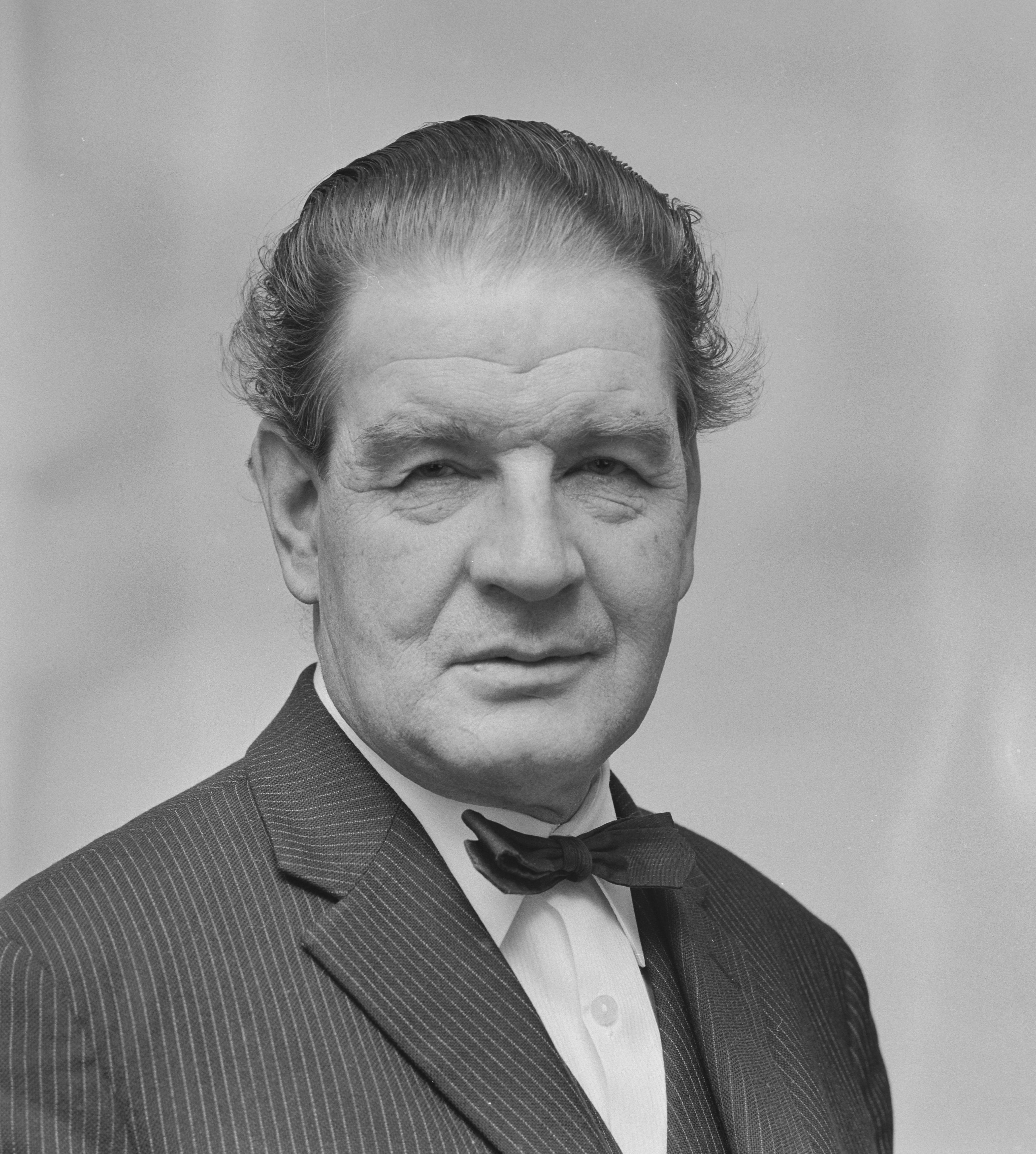
Olof Eriksson im Jahr 1967

Olof Werner William Eriksson (* 5. April 1911 in Helsinki; † 27. Mai 1987 ebenda) war ein finnischer Heraldiker und Medailleur. 
Er entwarf und überarbeitete viele finnische Gemeindewappen. Auch das heute verwendete Staatswappen Finnlands ist diesem Heraldiker zuzurechnen. Eine Münze hat er ebenfalls entworfen, die Halbe Finnmark.
Eine erfolgreiche Zusammenarbeit pflegte er mit Gustaf von Numers und Ahti Hammar
1965 erhielt er die staatliche Auszeichnung Orden des Löwen von Finnland.